# 蒂圖韋奈
蒂圖韋奈是立陶宛的城市，位於該國中部，由希奧利艾縣負責管轄，海拔高度130米，主要經濟產業是旅遊業，市內的第一間教堂在1555年建成，2010年人口2,614。